# Trazione trifase
La trazione trifase era un sistema di elettrificazione ad alta tensione sulle linee ferroviarie, diffuso specialmente negli anni venti, ma che già prima della prima guerra mondiale trovò applicazioni innovative, specialmente per merito dell'ingegnere ungherese Kálmán Kandó.
In Italia la trazione trifase operò dal 15 ottobre 1902, con l'entrata in servizio delle elettromotrici E.1 e E.2 della Rete Adriatica e della locomotiva E.430 delle FS, fino al 25 maggio 1976, quando ad Acqui Terme la E.432.008 arrivò al traino di un treno speciale da Alessandria. Subito dopo che la locomotiva ebbe abbassato i pantografi, venne immessa nella catenaria bifilare la tensione a 3 kV in corrente continua, determinando la definitiva fine del sistema trifase in Italia.

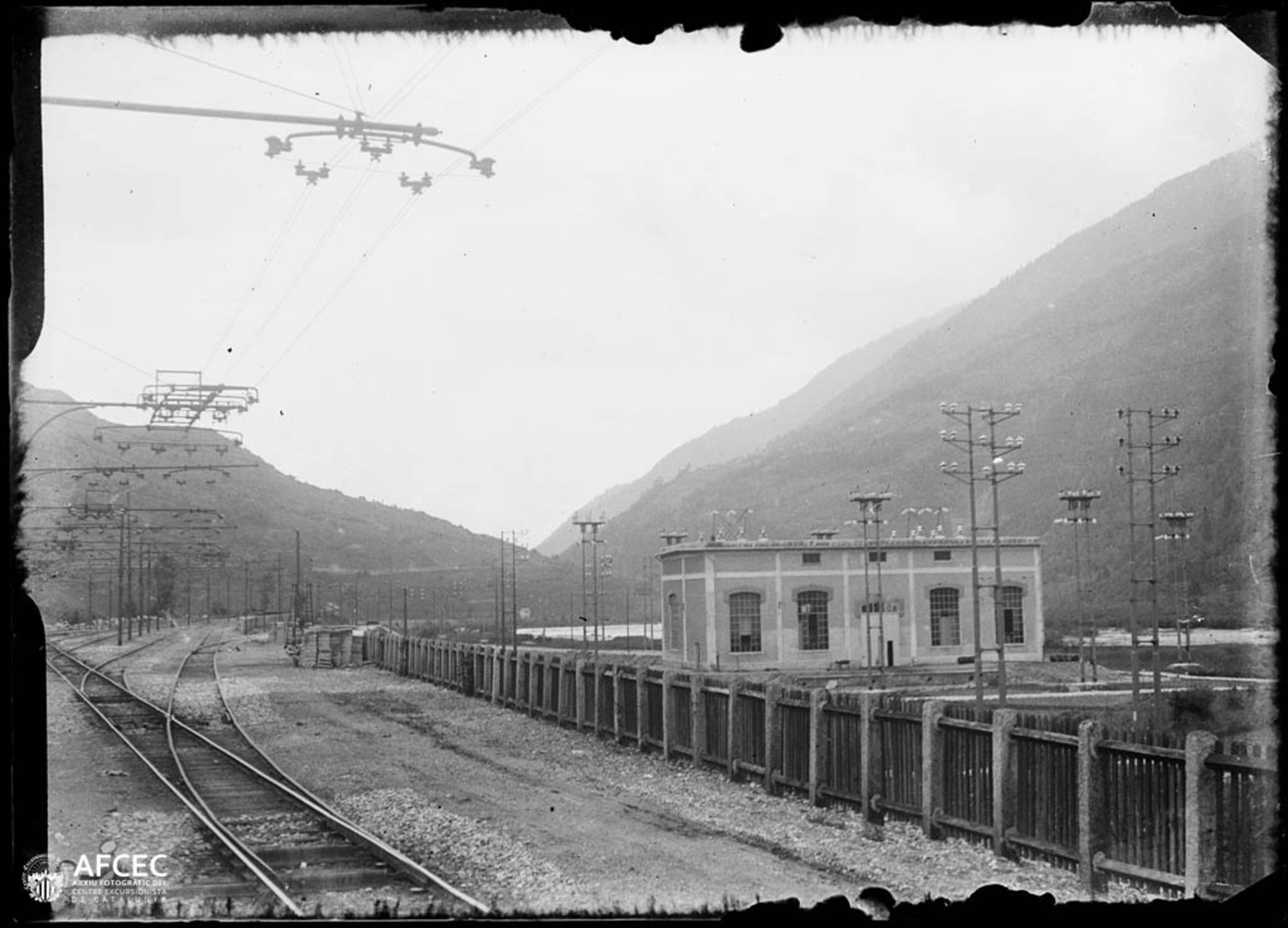
Linea aerea trifase nella stazione di Salbertrand

## Storia

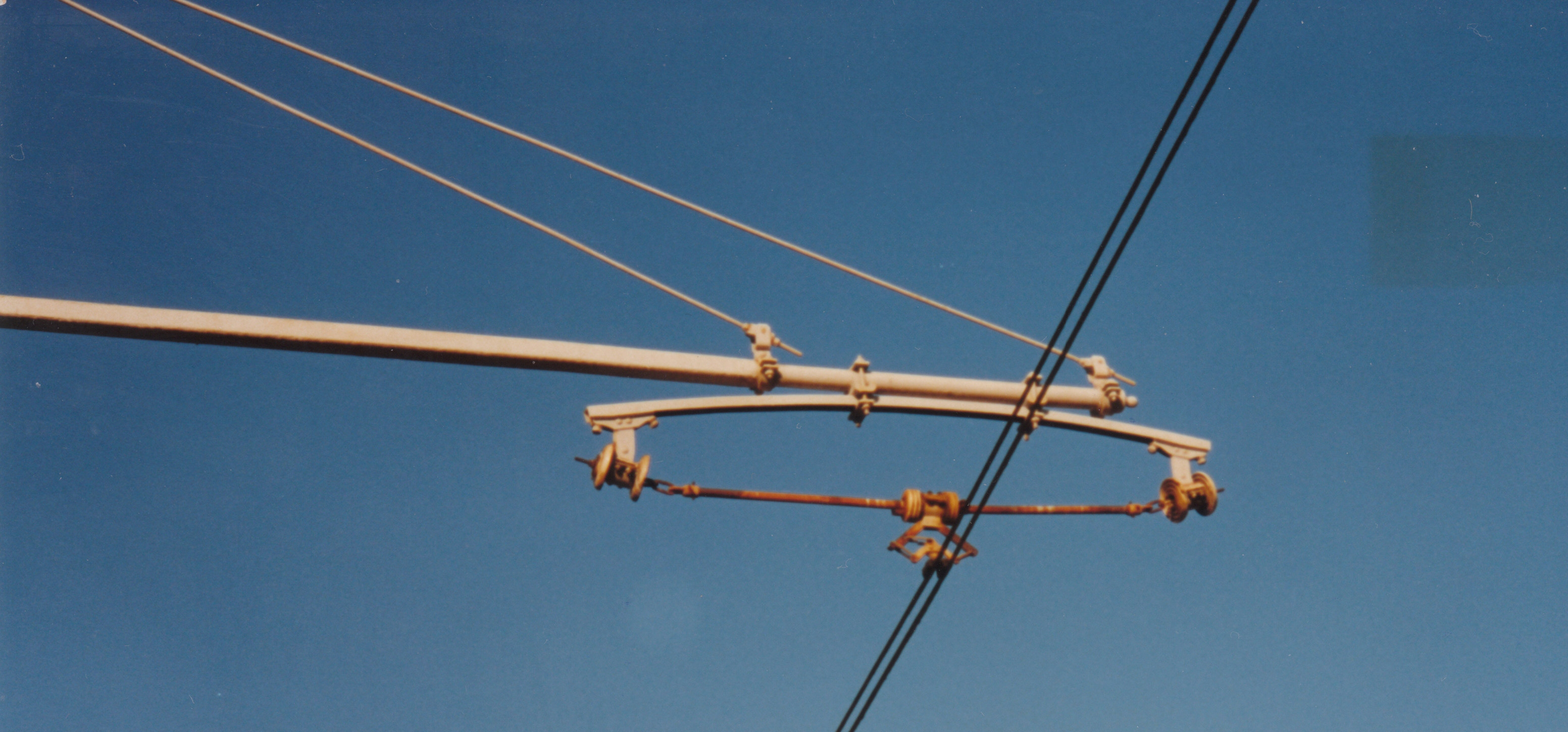
Mensola di sospensione della linea aerea trifase, riconvertita ad alimentazione in corrente continua

I vari Stati europei adottarono il sistema trifase con tensioni nominali di 1500, 3000 e 6000 Volt, e frequenze tra 15 e 20 Hz; la frequenza molto bassa, in uso particolarmente in Italia, serviva a conciliare l'esigenza costruttiva di motori relativamente lenti senza dover elevare troppo il numero dei poli e contenere entro limiti accettabili le cadute induttive e le perdite di energia conseguenti alla utilizzazione della rotaia come terzo conduttore di linea.
I locomotori avevano in genere due motori e si ottenevano quattro velocità di esercizio con l'ausilio dì reostati e speciali collegamenti statore-rotore che permettevano di variare il numero di poli e in seguito anche il numero di fasi.

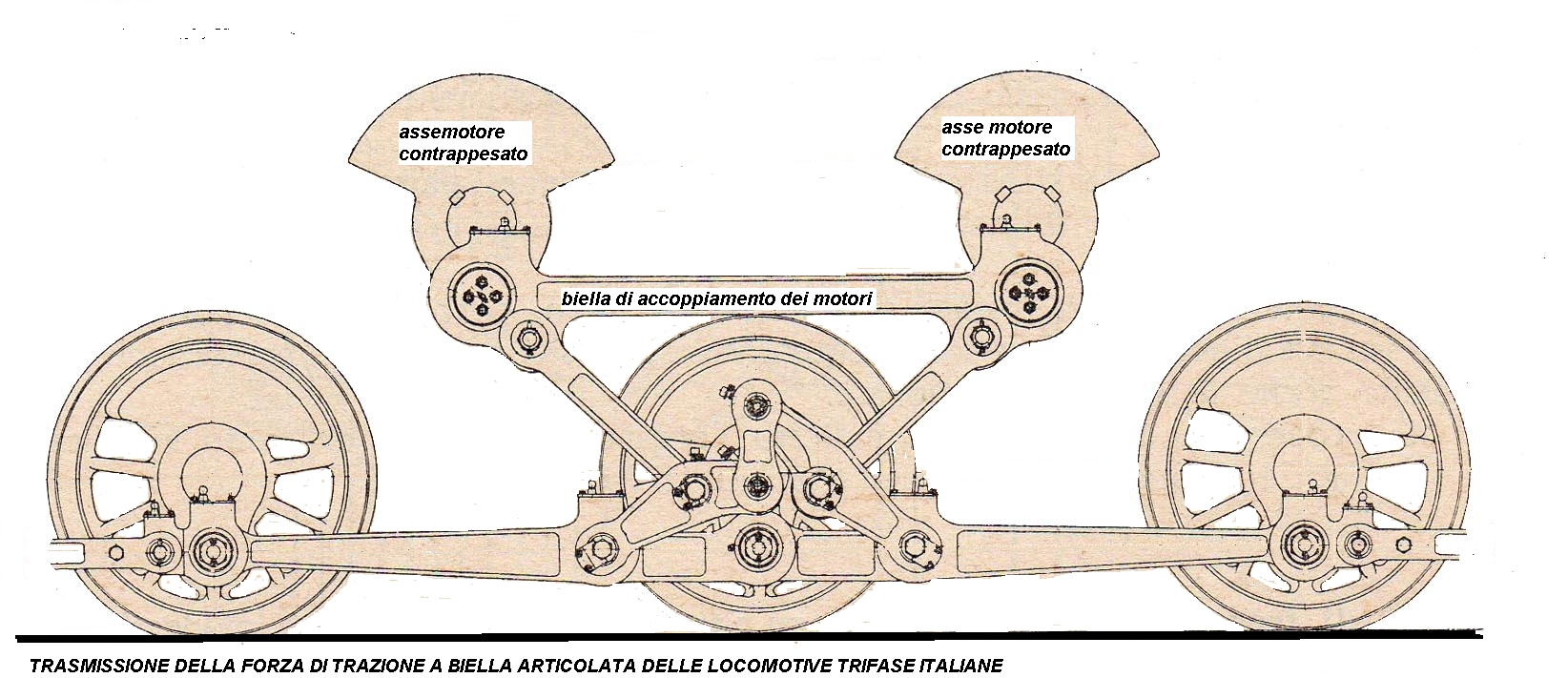
Disegno della trasmissione a biella articolata della locomotiva (trasmissione a biella articolata Bianchi)

La massima aderenza si otteneva mediante bielle di accoppiamento delle ruote motrici poste tipicamente in posizione laterale esterna sui due lati del locomotore; ogni biella era incardinata sulla parte esterna di una ruota incardinata sull'albero motore la cui rotazione veniva così trasmessa alle ruote a contatto con i binari.

### Svantaggi
Il sistema trifase pur tecnicamente valido per quanto riguarda le potenze e le tensioni di alimentazione dei motori, aveva però l'inconveniente di una maggiore complessità costruttiva della linea aerea e dei sistemi di captazione, soprattutto negli scambi e negli incroci; infatti le due fasi aeree esigevano, come è comprensibile, la presenza di doppi pantografi, e dispositivi per mantenere la loro captazione sempre separata, anche quando le linee si incontravano o si incrociavano (la terza fase era applicata alla rotaia).

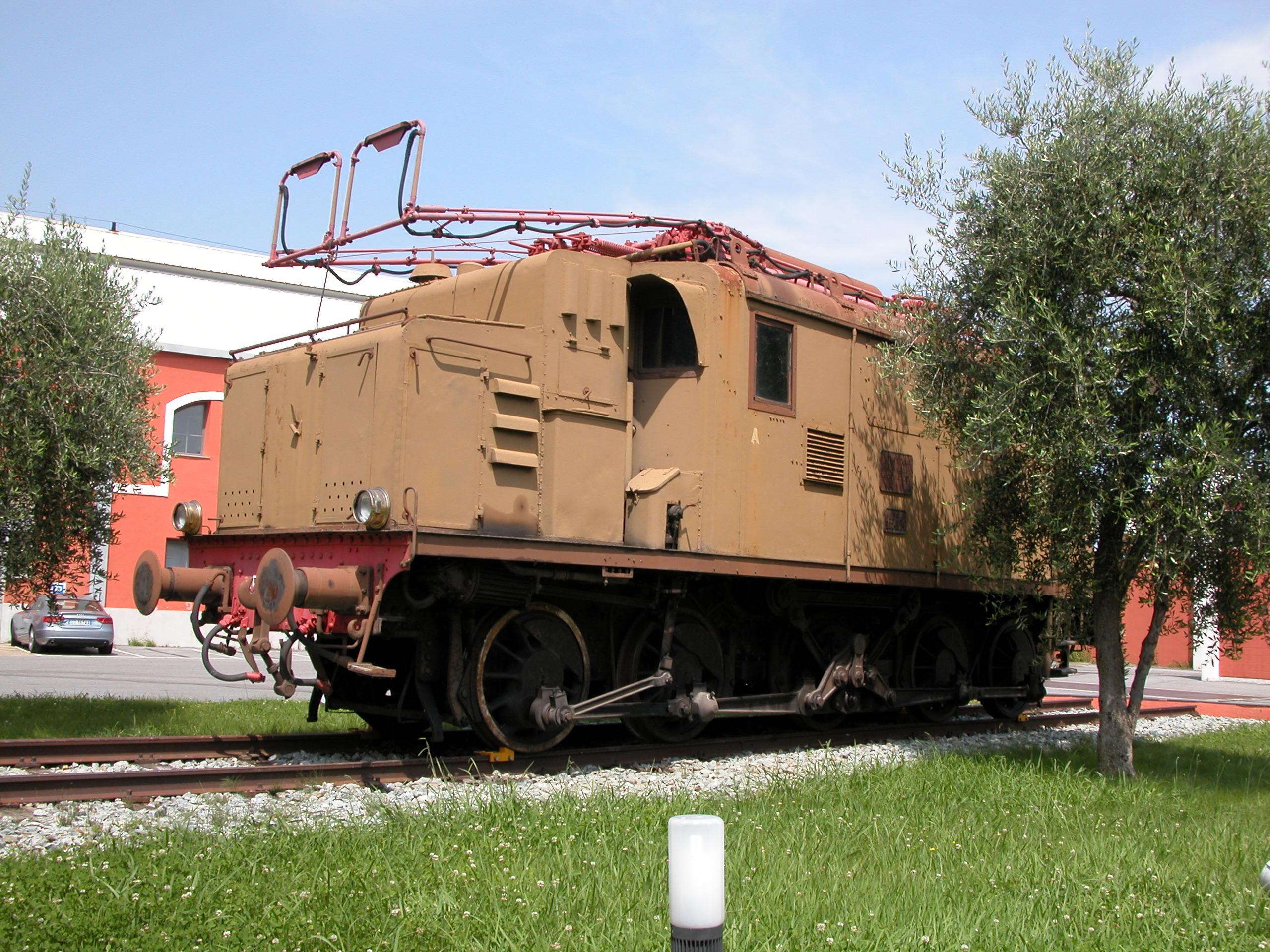
Locomotiva elettrica trifase FS E.554 (notare gli striscianti doppi per la linea aerea bifilare)

Inoltre i motori asincroni, avendo caratteristiche di avviamento e regolazione meno elastiche dei motori a corrente continua, erano meno adatti alle esigenze di frequenti avviamenti e fermate, oltre che nel permettere continue variazioni di velocità. Infatti prima dell'avvento della possibilità di variare con continuità la frequenza delle fasi di alimentazione, la velocità di rotazione di un motore asincrono dipendeva rigidamente dalla frequenza delle fasi, dallo schema di connessione dei motori e dal numero dei poli utilizzati da ciascun motore. Di conseguenza, usando un numero limitato di queste configurazioni, un treno con alimentazione trifase poteva viaggiare ad un numero limitato di velocità, con "strappi" sia in partenza che in accelerazione: tale caratteristica consentiva, anche da bordo, di identificare il treno sul quale si stava viaggiando come spinto da alimentazione asincrona. D'altra parte, il favore per la corrente alternata trifase rispetto alla corrente continua nella trazione era giustificato dal fatto che, ai primi del Novecento, vi erano serie difficoltà a produrre corrente continua a tensioni superiori a 500-700 V; inoltre i dispositivi di conversione in continua della corrente alternata ad alta tensione erano poco affidabili perché rotanti.

### Evoluzione
L'elettrificazione della linea dei Giovi (con locomotori del gruppo E 550 da 2040 Cv.) risolse il problema del traino di treni pesanti in galleria e in forte pendenza, triplicando la potenzialità di trasporto con aumento di velocità commerciale, frequenza e peso utile dei convogli. La soluzione fu pienamente soddisfacente non solo dal punto di vista tecnico, ma anche da quello umano: le lente motrici a vapore erano infatti foriere di fumi stagnanti nei tunnel, passibili di intossicare o causare anossia (e quindi svenimenti) tra il personale e i passeggeri. A questo inconveniente furono altresì legati vari incidenti anche gravi, ivi compreso l'incidente ferroviario dei Giovi nel 1898.
Dopo il 1914 vennero costruiti i locomotori veloci E.330 ed E.331, che raggiungevano i 100 km/h e venivano incontro alle esigenze di offrire treni passeggeri più rapidi.
Verso il 1922 venne elettrificata l'importante linea Genova-Torino-Modane e si rese pertanto necessario costruire i nuovi locomotori a quattro assi accoppiati per treni viaggiatori pesanti: nacquero così la E.431 e la E.432 (2700 cv./100 km/h).
Nel 1927 sulla linea Roma-Sulmona venne sperimentata la trazione elettrica a 10.000 V a frequenza industriale con i locomotori E.470, E.472 e E.570. Questa realizzazione rappresentò il canto del cigno del sistema; la trazione trifase in Italia sopravvisse fino alla seconda metà degli anni settanta.

## Tavola sinottica

### Due cavi
| Tensione (V) | Frequenza configurazione | Sistema di contatto | Nome del gestore          | Luogo                 | Paese            | Note                                                                              |
| ------------ | ------------------------ | ------------------- | ------------------------- | --------------------- | ---------------- | --------------------------------------------------------------------------------- |
| 725          | 50 Hz, Δ                 | Due Cavi            | Gornergratbahn            | Zermatt               | Svizzera         |                                                                                   |
| 750          | 40 Hz, 3Ø                | Due Cavi            | Burgdorf-Thun             | Burgdorf - Thun       | Svizzera         | Operante nel periodo 1899-1933. Convertita in monofase a 15 kV e 16⅔ Hz nel 1933. |
| 900          | 60 Hz, 3Ø                |                     | Corcovado Rack Railway    | Rio de Janeiro        | Brasile          |                                                                                   |
| 1125         | 50 Hz, 3Ø                | Due Cavi            | Jungfraubahn              | Interlaken            | Svizzera         |                                                                                   |
| 3000         | 15 Hz, 3Ø                |                     | Valtellina                |                       | Italia           | 1902 - 1917                                                                       |
| 3000         | 50 Hz, 3Ø                |                     | Chemin de Fer de la Rhune |                       | Francia          |                                                                                   |
| 3000         | 16 Hz, 3Ø                | Due Cavi            |                           | Galleria del Sempione | Svizzera, Italia | 1906 - 1927                                                                       |
| 3600         | 16⅔ Hz, 3Ø               | Due Cavi            |                           |                       | Italia           | Operante tra il 1912 e il 1976 in Italia settentrionale.                          |
| 3600         | 16⅔ Hz, 3Ø               |                     | FS                        | Porrettana            | Italia           | 1927 - 1935                                                                       |
| 5200         | 25 Hz, 3Ø                |                     |                           | Almería - Gérgal      | Spagna           | 1911 - 1966?                                                                      |
| 10000        | 45 Hz, 3Ø                | Due Cavi            | FS                        | Roma - Sulmona        | Italia           | 1929 - 1944                                                                       |

### Tre cavi
| Tensione (V)  | Frequenza configurazione | Sistema di contatto | Nome del gestore  | Luogo                                              | Paese    | Note                                                                     |
| ------------- | ------------------------ | ------------------- | ----------------- | -------------------------------------------------- | -------- | ------------------------------------------------------------------------ |
| 3000          | 50 Hz                    | Tre Cavi            | Tagebau Gruhlwerk |                                                    |          | Ferrovia a cremagliera (0.7 km). Operante tra il 1927 e il 1949.         |
| 10000         | 50 Hz                    | Tre Cavi            |                   | Berlino - Lichtenhain                              | Germania | Tracciato di prova (1.8 km). Tensione e frequenza variabili. 1898 - 1901 |
| 10000 - 14000 | 38 Hz - 48 Hz            | Tre Cavi            |                   | Zossen - Marienfelde                               | Germania | Tracciato di prova (23.4 km). 1901 - 1904                                |
|               | 50 Hz                    | Tre Cavi            |                   | Gru di sollevamento navi del Bacino di Krasnojarsk | Russia   | lunghezza: 1.5 km, scartamento 9000 mm                                   |

## Tensione e frequenza
- ?  V / ??Hz Siemens Factory Experiment 1892 (tensione e frequenza variabili)
- 200 V / 25 Hz Canale di Panama 1915
- 350 V / 40 Hz Rete tranviaria di Lugano 1895
- 460 V / 60 Hz Panama Canal Authority (anni 70)
- 500 V / ??Hz Ganz Factory Experiment 1896
- 550 V / 40 Hz Gornergratbahn all'apertura (1898)
- 725 V / 50 Hz Gornergratbahn attuale
- 1.125 V / 50 Hz Matterhorn Rlwy e Ferrovia della Jungfrau
- 3.000 V / 15 Hz Valtellina FS 1902 - 1917
- 3.300 V / 16.7 Hz Galleria del Sempione, SBB 1906 - 1930
- 3.000 V / 15.8 Hz Valtellina FS 1917 - 1930
- 3.600 V / 16.7 Hz Valtellina FS 1930 - 1953
- 3.600 V / 16.7 Hz Genova-Torino, Torino-Galleria del Frejus-Modane(F) ed altre linee in Piemonte ed in Liguria dal 1910 al 1976
- 3.600 V / 16.7 Hz Trento-Bolzano-Brennero, Bolzano-Merano FS 1929 - 1965
- 3.600 V / 16.7 Hz Genova-La Spezia e Fornovo FS 1926 - 1948
- 3.600 V / 16.7 Hz Sondrio-Tirano (Ferrovia Alta Valtellina)
- 5.200 V / 25 Hz Gergal-SantaFe FC Sur - Spagna
- 6.600 V / 25 Hz Cascade Range (Great Northern) - USA 1909 - 1927
- 7.000 V / 50 Hz esperimenti Torino-Bussoleno FS 1927 - 1928